# Love Goes
Love Goes é o terceiro álbum de estúdio do cantor britânico Sam Smith, lançado em 30 de outubro de 2020 pela Capitol Records.

## Antecedentes
Em uma entrevista com Zach Sang em outubro de 2019, Smith confirmou que seu terceiro álbum seria lançado em 2020, e disse que contará com "menos baladas e muitas faixas mais pop" do que seus álbuns anteriores, que eles chamaram de uma "versão acústica e cheia de alma da música pop". Smith passou a explicar que a recepção de suas canções recentes tinha "quase me deu permissão para fazer o que eu sempre sonhei em fazer, mas eu estava sempre com medo de fazer, que é a música pop." Smith descreveu o álbum como o seu "primeiro álbum de desgosto próprio". Em uma entrevista com Zane Lowe da Apple Music, Smith disse

"Eu diria [isso foi] a primeira vez que eu fui realmente de coração partido. Essa sensação de que eles se foram, você não pode dormir, o sentimento muito, muito ruim. Os outros foram a ideia dele e foi puro amor não correspondido. Isso, eu gostaria de dizer que nós nos amamos. Então, eu definitivamente, definitivamente o amava. Então, sim, foi apropriado." — Smith falando com Zane Lowe.
Smith abriu uma loja pop-up em Soho, Londres com o nome do álbum em fevereiro de 2020 antes do lançamento do single "To Die For".

## Lançamento e título
Originalmente intitulado To Die For, o terceiro álbum de Smith deveria ser lançado em 1 de maio de 2020, mas depois foi adiado para 5 de junho de 2020. No final de março, Smith tinha confirmado que eles tinham decidido adiar o álbum para o final do ano devido à pandemia de COVID-19. Em sua conta nas redes sociais, eles postaram a seguinte mensagem: "Tenho pensado muito nas últimas semanas e sinto que o título do meu álbum e o lançamento iminente não me parecem corretos... Tenho que tomar a decisão de continuar trabalhando no álbum e fazer algumas mudanças e adições importantes. Eu vou renomear o álbum e adiar a data de lançamento, ambos os quais devem ser confirmados neste momento".
Na sexta-feira, 17 de abril, Smith explicou as razões para mudar o álbum durante uma entrevista com Zoe Ball na BBC Radio 2, afirmando que o "álbum tinha a palavra 'die' (em português; "Morrer") no título, com a qual eu me senti realmente desconfortável, com o que está acontecendo [coronavírus] e é tão importante para mim ser sensível aos meus fãs e às pessoas que ouvem a minha música. Este tem sido um momento realmente triste e horrível para nós, então mudei o título do álbum, vou mudar a capa do álbum". A capa original retratava Smith de frente com as mãos à sua volta. As mãos na capa do álbum pertencem à "família escolhida" de Smith, Shea Diamond, Alok Menon, Jeff Hova e Madison Phillips.. Ao adiar o álbum, Smith anunciou que uma nova capa seria produzida.

## Singles
Antes de sua reviravolta, Smith havia lançado uma série de singles em promoção do álbum. "Promises" com Calvin Harris, "Fire on Fire" da minissérie Watership Down, "Dancing with a Stranger" com Normani, "How Do You Sleep? ", "I Feel Love" (cover de Smith do single de Donna Summer de 1977), "To Die For", e "I'm Ready" com Demi Lovato foram todos incluídos na pré-venda original do álbum, mas agora estão todos incluídos como faixas bônus no álbum, com exceção de "I Feel Love".
"My Oasis" com Burna Boy foi lançada como primeiro single do álbum em 30 de julho de 2020, seguido pelo segundo single "Diamonds" em 18 de setembro de 2020. Um dia antes do álbum, "Kids Again" será lançado como o terceiro single ao lado de um videoclipe da canção.

## Lista de faixas
| Love Goes – Edição Padrão |                                                      |                                                      |                         |         |  |
| N.º                       | Título                                               | Compositor(es)                                       | Produtor(es)            | Duração |  |
| 1.                        | "Young"                                              | Sam Smith Steve Mac                                  | Mac                     | 2:32    |  |
| 2.                        | "Diamonds"                                           | Smith Oscar Görres Johan "Shellbeck" Schuster        | Görres Shellback        | 3:32    |  |
| 3.                        | "Another One"                                        | Smith Noonie Bao Linus "Lotus IV" Wiklund            | Lotus IV Guy Lawrence   | 3:07    |  |
| 4.                        | "My Oasis" (com part. de Burna Boy)                  | Smith James Napier Damini Ogulu                      | Napes Ilya [a]          | 2:59    |  |
| 5.                        | "So Serious"                                         | Smith Bao Wiklund                                    | Lotus IV                | 2:51    |  |
| 6.                        | "Dance ('Til You Love Someone Else)"                 | Smith Amy Allen Ben Ash                              | Two Inch Punch Lawrence | 3:43    |  |
| 7.                        | "For the Lover That I Lost"                          | Smith Napier Mikkel S. Eriksen Tor Hermansen         | Napes Stargate          | 2:56    |  |
| 8.                        | "Breaking Hearts"                                    | Smith Napier                                         | Napes                   | 2:42    |  |
| 9.                        | "Forgive Myself"                                     | Smith Napier Eriksen Hermansen                       | Napes StarGate          | 3:39    |  |
| 10.                       | "Love Goes" (com part. de Labrinth)                  | Smith Timothy McKenzie                               | Labrinth                | 4:44    |  |
| 11.                       | "Kids Again"                                         | Smith Ryan Tedder Ali Tamposi Andrew Watt Louis Bell | Watt Bell               | 3:27    |  |
| 12.                       | "Dancing with a Stranger" (com Normani (faixa bônus) | Smith Napier Eriksen Hermansen Normani Hamilton      | Napes StarGate          | 2:51    |  |
| 13.                       | "How Do You Sleep?" (faixa bônus)                    | Smith Savan Kotecha Max Martin Salmanzadeh           | Ilya                    | 3:22    |  |
| 14.                       | "To Die For" (faixa bônus)                           | Smith Napier Hermansen Eriksen                       | Napes StarGate          | 3:13    |  |
| 15.                       | "I'm Ready" (com Demi Lovato) (faixa bônus)          | Smith Lovato Kotecha Salmanzadeh Peter Svensson      | Ilya                    | 3:20    |  |
| 16.                       | "Fire on Fire" (faixa bônus)                         | Smith Mac                                            | Mac                     | 4:06    |  |
| 17.                       | "Promises" (com Calvin Harris) (faixa bônus)         | Smith Jessie Reyez Adam Wiles                        | Calvin Harris           | 3:35    |  |
| Duração total:            | Duração total:                                       | Duração total:                                       | Duração total:          | 56:39   |  |

## Desempenho comercial

### Posiçoes
| Tabela musical (2020)                | Melhor posição |
| ------------------------------------ | -------------- |
| Alemanha (GfK Entertainment Charts)  | 11             |
| Austrália (ARIA)                     | 3              |
| Bélgica (Ultratop da Valônia)        | 18             |
| Bélgica (Ultratop de Flandres)       | 5              |
| Escócia (Scottish Albums Chart)      | 3              |
| Irlanda (IRMA)                       | 3              |
| Itália (FIMI)                        | 20             |
| Japão (Hot Albums — Billboard Japan) | 34             |
| Japão (Oricon)                       | 50             |
| Noruega (VG-lista)                   | 6              |
| Nova Zelândia (RMNZ)                 | 4              |
| Países Baixos (MegaCharts)           | 6              |
| Reino Unido (UK Albums Chart)        | 2              |
| Suécia (Sverigetopplistan)           | 14             |

## Histórico de lançamentos
| Região         | Data                   | Formato(s)                                  | Versão              | Gravadora | Ref.         |
| -------------- | ---------------------- | ------------------------------------------- | ------------------- | --------- | ------------ |
| Várias         | 30 de outubro de 2020  | CD streaming download digital cassete vinil | Original            | Capitol   | [ 1 ] [ 31 ] |
| Japão          | 30 de outubro de 2020  | CD                                          | Edição japonesa     | Capitol   | [ 32 ]       |
| Estados Unidos | 13 de novembro de 2020 | Vinil                                       | Exclusiva da Target | Capitol   | [ 33 ]       |